# Era dorada de la televisión

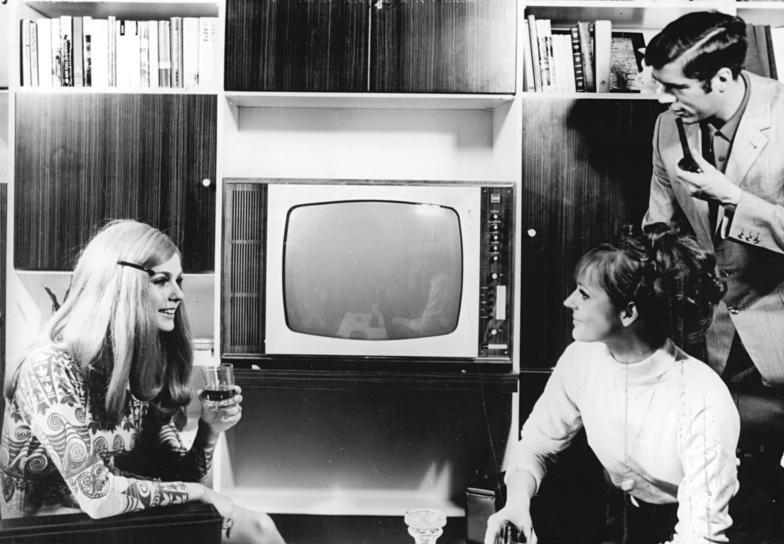
Entre las décadas de 1940 y 1960, la televisión adquirió una relevancia estética similar a la del cine y, gradualmente, los televisores sustituyeron a la radio como medio de entretenimiento familiar dominante.

La era dorada de la televisión (golden age of television en inglés) fue el mayor período de la televisión estadounidense. Comenzó en 1947, con el estreno de Kraft Television Theatre, y siguió hasta los años 1960. El discurso "la televisión y el interés público" pronunciado por el presidente de la Comisión Federal de Comunicaciones (FCC), Newton N. Minow, ante la convención de la National Association of Broadcasters (NAB) el 9 de mayo de 1961, el cual criticaba la reciente programación televisiva comercial de la era network, suele ser considerado como el final de la era dorada de la televisión estadounidense. Sin embargo, muchos de los actores y programas vínculados con esa época siguieron transmitiéndose a lo largo de la década de 1960.

## Orígenes
Antes de 1948 aproximadamente, hubo algunos intentos de programación televisiva utilizando el proceso de la televisión electromecánica. Una de las primeras series hechas específicamente para que la televisión funcionara de manera sostenida fue la serie The Television Ghost, que se emitió durante los 19 meses en los que su estación de televisión más importante, entonces W2XAB, estuvo en el aire. Los límites de la televisión electromecánica inherentemente significaban que estas producciones eran extremadamente primitivas. The Television Ghost, por ejemplo, consistía completamente en un monólogo de 15 minutos de un solo actor, con el único punto visual la cabeza del actor. Para cuando la televisión electromecánica se estandarizó a finales de la década de los años 1930 y principios de los años 1940, algunos programas experimentales más variados, incluyendo transmisiones deportivas en vivo y algunos concursos (como CBS Television Quiz o Truth or Consequences), estaban apareciendo. La mayor parte del servicio de televisión se suspendió a partir de 1942 debido a la Segunda Guerra Mundial. En esta década se desarrollaron las técnicas de televisión, permitiendo que las empresas de radiodifusión estuvieran preparadas para cuando terminara la guerra, y la prosperidad posterior a esta permitió una mayor adopción por parte de los telespectadores.

## Programación
Los primeros días de la televisión fue un momento en que muchas series de drama de una hora recibieron elogios de la crítica. Entre los ejemplos se incluyen: Kraft Television Theatre (desde el 7 de mayo de 1947), Television Playhouse (desde el 4 de diciembre de 1947), The Chevrolet Tele-Theatre (desde el 27 de septiembre de 1948), The Philco Television Playhouse One (desde el 3 de octubre de 1948), Westinghouse Studio One (desde el 7 de noviembre de 1948), Your Show Time (desde el 21 de enero de 1949), Goodyear Television Playhouse (desde el 15 de octubre de 1951) o The Alcoa Hour (desde el 16 de octubre de 1955).
Durante los años 1950 y principios de los años 1960, fueron incluidas grandes series filmadas como: Alfred Hitchcock presenta, Walt Disney Anthology Series, The Twilight Zone, Playhouse 90, Yo amo a Lucy, Perry Mason, The Donna Reed Show, Lassie, El Llanero Solitario, Have Gun - Will Travel, Topper, Las Aventuras de Superman, Alcoa Presents: One Step Beyond, Leave It to Beaver, Bonanza, The Andy Griffith Show y The Dick Van Dyke Show. E incluso series televisivas originalmente transmitidas en la radio como: The Life of Riley, The Adventures of Ozzie and Harriet, Gunsmoke, Papá lo sabe todo, Las aventuras de Rin tin tin y The Jack Benny Program. Cabe señalar que determinadas series televisivas de los años 1960 suelen ser relacionadas con la era dorada de la televisión, especialmente, las comedias de situación como: McHale's Navy, Superagente 86, The Patty Duke Show, Bewitched, The Addams Family, The Munsters, Mi bella genio, La Monja Voladora, Los autos locos, Perdidos en el espacio, Window on Main Street o That Girl, e incluso las telenovelas y thrillers como: Daniel Boone, The Outer Limits, El fugitivo, Peyton Place, El agente de CIPOL, Dragnet, Misión: imposible, Star Trek o los episodios piloto de Columbo, consideradas como series icónicas de la cultura popular de la época.
La animación en televisión también se incluye en este período desde finales de los años 1940, con: las primeras series animadas de Jay Ward Productions, como Crusader Rabbit y las primeras versiones de The Rocky and Bullwinkle Show, las series animadas clásicas de Hanna-Barbera desde 1957, como Huckleberry Hound, Tiro Loco McGraw, Los Picapiedra, El Oso Yogui, Don Gato, El Lagarto Juancho y Los Supersónicos, varias series animadas basadas en cortometrajes animados cinematográficos, como Mighty Mouse Playhouse, El show del Pájaro Loco, El gato Félix o The Bugs Bunny Show, así como las animaciones de pequeños estudios independientes, como The Adventures of Paddy the Pelican.
La alta cultura dominó la programación de la televisión comercial en las décadas de 1950 y 1960 con las primeras apariciones televisivas de Leonard Bernstein y Arturo Toscanini. Las primeras transmisiones del Carnegie Hall tuvieron lugar durante esta época, así como las primeras transmisiones estadounidenses en vivo sobre obras de teatro de Shakespeare, las primeras transmisiones de los ballets de Chaikovski: La Bella Durmiente y El cascanueces, o la primera ópera especialmente compuesta para televisión con Amahl y los visitantes nocturnos. The Bell Telephone Hour, un programa de radio de NBC, comenzó su serie de televisión con artistas clásicos y de Broadway. Todos estos fueron transmitidos en NBC, CBS y ABC, algo que sería inaudito hoy, ya que las cadenas comerciales ahora se concentran en artículos más populares. Las cadenas tenían entonces sus propios críticos de arte, especialmente Aline Saarinen y Brian O'Doherty, algo que fue descontinuado en su mayoría al comienzo de la era de la televisión digital.